# Кріогеній
Кріогеній (дав.-гр. κρύος — холод та дав.-гр. γένεσις — народження) — другий геохронологічний період неопротерозою (пізній протерозой). Почався близько 720 млн років тому та закінчився приблизно 635 млн років тому, тривав близько 85 мільйонів років. Кріогеній характеризується значними зледеніннями, закінчився Маріноанським зледенінням.
Кріогеній був передостаннім періодом протерозою. Кріогенію передував період тоній, після кріогенію почався едіакарій.

## Земля-сніжок
У цей період на Землі сталося три глобальні заледеніння. За так званою гіпотезою «Земля-сніжок», кріогеній — період найзначнішого зледеніння в історії Землі, коли вся планета аж до екватора була скута кригою. Одне зі зледенінь тривало щонайменше 5 млн років.
Процес заледеніння був самопідтримуваним, адже в разі збільшення площі, вкритої кригою, зростає альбедо планети, що призводить до ще більшого охолодження та подальшого просування льодовиків до екватору. Проте зрештою попіл від вулканічної діяльності вкрив лід і призвів до збільшення поглинання світла та розтоплення значних ділянок. Вулкани також наситили земну атмосферу вуглекислим газом (CO2), частка якого становила 13 %, зросла частка метану (CH4). Внаслідок підвищенна концентрації цих газів зріс парниковий ефект. В інші епохи наявність значної біомаси перешкоджає накопиченню цих газів, за кріогену життя ледве животіло й не могло суттєво впливати на атмосферу.

## Палеогеографія
Під час кріогенію розпався єдиний суперконтинент Родінія та почалося формування Паннотії.

## Палеобіологія
Тривалий час найдавнішими знайденими рештками багатоклітинних організмів були тварини Namacalathus, Cloudina і Kimberella, віднесені до пізнього едіакарію (останній період докембрію) — так звана едіакарська фауна.
2008 року в південному Омані в пластах, датованих кріогенієм, знайдено хімічні сполуки, які синтезуються тільки губками. Сполуки було знайдено загалом у 64 зразках порід, отриманих із 26 різних свердловин, зразки датовано кріогенієм, едіакарієм та раннім кембрієм. Найдавніший зразок за уран-свинцевим методом було датовано близько 713 млн років тому. Для уникнення помилок, спричинених потраплянням органіки з молодших пластів, у дослідженні аналізувалися лише речовини, отримані з керогенів, які не здатні до міграції в породах.
2010 року виявили скам'янілості, що були знайденні нижче маріноанського зледеніння, яке завершило кріогеній. Ці дослідження в Південній Австралії були організовані Принстонським та Смітсонівським інститутами. Відкрито організми сантиметрового розміру з несиметричним тілом, яке пронизане міліметровими канальцями. Імовірно, ці тварини належать до губок. Рештки датовано 635 мільйонами років до н. е., проте залишається певна ймовірність, що дані інтерпретовано невірно.

## Цікавинки
У минулі геологічні епохи Місяць був значно ближче до Землі, а дні були коротшими. Наприклад тривалість доби в кріогенії становила 18 годин, а в році, відповідно, було 486 днів.